# Tormento
Tormento, roman van Benito Pérez Galdós.
De roman speelt zich af in Madrid in de winter van 1867 – 1868: de vooravond van de Spaanse revolutie van 1868.
De hoofdpersoon, het weesmeisje Amparo, woont samen met haar naar prostitutie neigende zus. Ze is bevriend met de familie Bringas, een enigszins welgestelde familie met nogal merkwaardige leden. De vriendschap tussen hen en Amparo komt er feitelijk op neer dat ze onbetaald  huishoudelijk werk voor hun doet. Don Agustin, een neef van Francisco Bringas, keert terug naar Madrid na lange tijd handelsondernemer in Mexico te zijn geweest. Hij is van plan een gezapig burgerleven te leiden en een gezin te stichten. Uiteraard wordt hij verliefd op Amparo. Amparo heeft echter een geheim, iets dat zich ooit tussen haar en ene Don Pedro heeft afgespeeld. Wanneer deze Don Pedro hoort dat ze verloofd is dreigt hij het geheim bekend te maken. Amparo is heel bang voor een schandaal en ze probeert zelfmoord te plegen, maar dit mislukt.
Pedro Olea verfilmde de roman in 1974 onder dezelfde titel. De hoofdrollen werden onder meer vertolkt door Ana Belén en Francisco Rabal.
Nederlandse vertaling van 'Tormento': 